# Brooklyn Settlement
Brooklyn Settlement es una localidad de Trinidad y Tobago, que forma parte de la región de Sangre Grande.

## Geografía
La localidad abarca parte de la isla Trinidad y limita al norte con Fishing Pond, al sur con North Manzanilla y Morin Bay, al este con océano Atlántico y al oeste con Caigual.

## Demografía
Datos demográficos de la localidad de Brooklyn Settlement:
| Gráfica de evolución demográfica de Brooklyn Settlement entre 2000 y 2011 |
|                                                                           |